# Luxemburgo nos Jogos Olímpicos de Verão de 1996
Luxemburgo participou dos Jogos Olímpicos de Verão de 1996 em Atlanta, Estados Unidos.